# Lagaroceras anomalum
Lagaroceras anomalum är en tvåvingeart som beskrevs av Lamb 1917. Lagaroceras anomalum ingår i släktet Lagaroceras och familjen fritflugor. Inga underarter finns listade i Catalogue of Life.